# Pseudo-Sérapion
Liber aggregatus in medicinis simplicibus

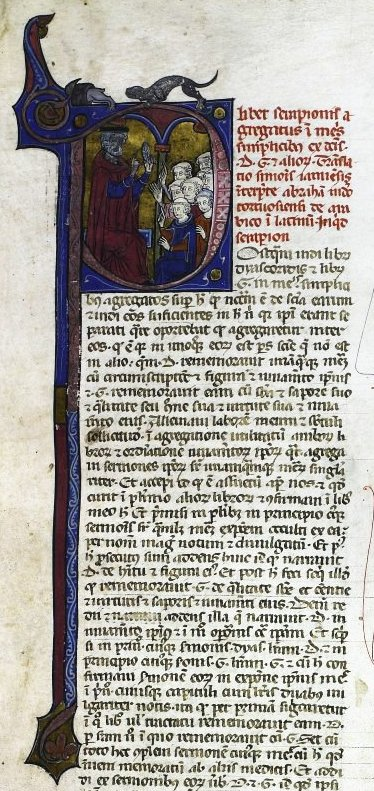
Incipit enluminé du Liber aggregatus dans le de la British Library (début du XIVe siècle).

Le Pseudo-Sérapion, historiquement connu sous le nom de « Sérapion le jeune », est l'auteur fictif du Liber aggregatus in medicinis simplicibus, un traité pharmacologique médiéval en latin. Le texte est une traduction effectuée vers 1290 par Simon de Gênes et Abraham de Tortose d'un traité arabe attribué au médecin syrien Yuhanna ibn Sarabiyun, dit Sérapion. Dès le Moyen Âge tardif, il apparaît évident que le Liber aggregatus est beaucoup plus récent que le Grand et le Petit compendium, c'est-à-dire que les œuvres du « vrai Sérapion ». Les commentateurs prennent donc l'habitude de distinguer entre un « Sérapion l'ancien » et un « Sérapion le jeune ».
Depuis le début du XXIe siècle, les chercheurs ont identifié avec certitude le texte du Liber aggregatus comme la traduction du Kitāb al-adwiya al-mufrada d'Ibn al-Wafid (en), un médecin tolédan du XIe siècle.

## LeLiber aggregatus
Le traité présente 462 simples médecines, c'est-à-dire des substances pures possédant des vertus thérapeutiques. Il combine les informations fournies par Dioscoride et Galien, ainsi que par diverses autorités médicales arabes. Le texte est divisé en deux parties : les simples sont classés selon leurs propriétés médicinales dans la première, et selon leur origine (végétale, minérale ou animale) dans la seconde. Chaque catégorie est organisée par ordre alphabétique.